# Journal of Pure and Applied Algebra
Le Journal of Pure and Applied Algebra est une revue mathématique mensuelle à évaluation par les pairs spécialisée dans les domaines de l'algèbre qui sont d'« un intérêt mathématique général », à savoir des résultats algébriques avec des applications immédiates, et le développement de théories algébriques d'une pertinence suffisamment générale pour promettre des applications futures.  

## Description
Les rédacteurs en chef-fondateurs du journal étaient Peter J. Freyd (université de Pennsylvanie) et Alex Heller (université de la ville de New York). Actuellement (en 2020), les rédacteurs en chef sont Eric Friedlander (en) (université de Californie du Sud), Charles A. Weibel (en) (université Rutgers), et Srikanth Iyengar (université de l'Utah). La revue paraît mensuellement, avec un volume annuel composé de 12 numéros depuis la réorganisation en 2008 ; auparavant, les volumes étaient trimestriels composés chacun de 3 numéros, et encore avant les volumes étaient mensuels avec deux numéros, un par quinzaine.
Le journal est important en volume : ainsi le volume 223 de 2019 comporte quelque 5000 pages pour environ 580 articles. Les catégories d'articles le plus représentés sont dans les disciplines des anneaux et algèbres associatives ou commutatives, la théorie des groupes, la théorie des catégories et la géométrie algébrique.

## Résumés et indexation
Le journal est indexé, et les résumés sont publiés dans  Current Contents/Physics, Chemical, & Earth Sciences, Mathematical Reviews, PASCAL, Science Citation Index, Zentralblatt MATH, et Scopus. D'après le Journal Citation Reports, le journal a en
2016 un facteur d'impact de 0,652. D'après SCImago Journal Rank, le facteur d'impact pour 2019 est 1,003.

## Articles liés
- Liste des journaux scientifiques en mathématiques
- Journal of Algebra